# Seznam lavinových událostí
Tento seznam lavinových událostí zahrnuje významné tragické lavinové události. Seznam není ani nemůže být kompletní.
| Rok                | Událost | Pohoří                   | Lokalita                                                | Mrtvých                                           | Zasypaných |
| ------------------ | --- | ------------------------ | ------------------------------------------------------- | ------------------------------------------------- | ---------- |
| 218 před Kristem   | Hannibalovo vojsko decimováno lavinami při přechodu Alp | Alpy                     |                                                         | 22 000                                            |            |
| 1618               | Lavina Rodi | Alpy                     | Piuro (Itálie, tehdy Švýcarsko)                         | 2427                                              |            |
| 15. února 1655     | Lavina ve Sklenářovicích | Krkonoše                 | Sklenářovice (Česko)                                    | 7                                                 | 8          |
| 1720               | Lavinová sezóna ve Švýcarsku | Alpy                     | Švýcarsko                                               | ca. 200                                           |            |
| 24. února 1844     | Zničení královského dvoru ve Furthwangenu | Schwarzwald              | Furtwangen im Schwarzwald                               | 17                                                |            |
| 1902               | Lavinová katastrofa v Karmadonu | Kavkaz                   | Karmadon (Rusko)                                        | 30                                                |            |
| 1. března 1910     | Wellingtonská lavina | Kaskádové pohoří         | Wellington (WA, USA)                                    | 96                                                |            |
| 4. března 1910     | Lavina v Rogers Pass, 1910 | Kolumbijské hory         | Rogers Pass (B.C., Kanada)                              | 62                                                |            |
| 1915–1918          | První světová válka na Italské frontě; včetně „Bílého pátku“ 13. prosince 1916, kdy v lavinách zemřelo až 5 000 lidí, mnoho lavin spuštěno činností dělostřelectva | Alpy                     | Dolomity (Itálie)                                       | Přes 10 000 (odhadováno 40 000–80 000)            |            |
| 9. ledna 1918      | Lavina v Mitsumata | Japonské Alpy            | Mitsumata, dnes Yuzawa, Prefektura Niigata (Japonsko)   | minimálně 158                                     |            |
| 20. ledna 1918     | Lavinové neštěstí v dole Otori | Japonské Alpy            | Asahi (dnes Tsuruoka), Prefektura Jamagata (Japonsko)   | 180 (oficiální údaje 154)                         |            |
| 6. února 1924      | Lavina v osadě Rybô (nejtragičtější lavina na Slovensku) | Velká Fatra              | Rybô, Staré Hory (Slovensko)                            | 18                                                | 4          |
| 5. prosince 1935   | Lavinové neštěstí na Kukisvumčorr | Chibiny                  | Kirovsk (Rusko)                                         | 88                                                | 42         |
| 1951               | Lavinová sezóna 1951, v rámci ní 20. ledna 1951 19 mrtvých v lavině ve Vals (Švýcarsko)                                                                            | Alpy                     | Centrální krystalické Alpy, Východní Alpy (Švýcarsko)   | 265                                               |            |
| 11. února 1952     | Lavina v Melköde | Alpy                     | Melköde, Kleinwalsertal, Vorarlbersko (Rakousko)        | 20                                                | 30         |
| Prosinec 1952      | Lavina na Mount Everestu | Himálaj                  | Mount Everest (Nepál/Čína)                              | 40                                                |            |
| Leden 1954         | Lavinové neštěstí v Blons a laviny ve Vorarlbersku | Alpy                     | Blons, Vorarlbersko (Rakousko)                          | 125                                               | 143        |
| 10. ledna 1962     | Lavina z Nevado Huascarán | Andy                     | Yungay (Peru)                                           | 2000–4000                                         |            |
| 15. květen 1965    | Lavina na Zugspitze | Alpy                     | Zugspitze (Německo)                                     | 10                                                | 21         |
| 20. března 1968    | Lavina Biały Jar | Krkonoše                 | Biały Jar, Karpacz (Polsko)                             | 19                                                | 5          |
| 10. února 1970     | Lavinové neštěstí ve Val-d'Isère | Alpy                     | Val-d'Isère (Francie)                                   | 39                                                | 37         |
| 24. února 1970     | Lavinové neštěstí v Reckingenu, Wallis | Alpy                     | Reckingen (Švýcarsko)                                   | 30                                                |            |
| 16. dubna 1970     | Lavinové neštěstí na Plateau d’Assy | Alpy                     | Passy, Francie                                          | 74                                                |            |
| 31. května 1970    | Lavina z Nevado Huascarán, pohřbena Československá expedice Peru 1970                                                                                              | Andy                     | Yungay (Peru)                                           | 22 000                                            |            |
| 20. ledna 1974     | Lavina v Mengusovské dolině | Vysoké Tatry             | Mengusovská dolina (Slovensko)                          | 12                                                | 12         |
| 14. dubna 1975     | Laviny na Bílou neděli | Alpy                     | u. a. Lukmanierpass (Švýcarsko), Brennerpass (Rakousko) | Nejméně 40                                        |            |
| Leden 1982         | Lavina v Tennengebirge | Alpy                     | Tennengebirge (Rakousko)                                | 13                                                |            |
| Únor 1982          | Laviny ve Francouzských Alpách v únoru 1982 | Alpy                     | (Francie)                                               | 11                                                | 6          |
| Březen 1982        | Laviny ve Francouzských Alpách v březnu 1982 | Alpy                     | (Francie)                                               | 16                                                |            |
| 13. července 1990  | Lavina na Piku Lenina | Pamír                    | Pik Lenina (Kyrgyzstán)                                 | 43                                                |            |
| 1991               | Lavina v provincii Bingöl | Taurus                   | Bingöl (Turecko)                                        | 255                                               |            |
| Únor 1992          | Lavinové události v turecko-íránském pohraničí | Taurus, Zagros           | (Turecko/Írán)                                          | 240                                               |            |
| Leden 1993         | Lavina v Üzengili | Pontské pohoří           | Üzengili, Provincie Bayburt, (Turecko)                  | 56                                                | 21         |
| Leden 1993         | Laviny v Severní Osetii | Kavkaz                   | Severní Osetie (Rusko)                                  | Více než 50                                       |            |
| 16. ledna 1995     | Lavina v Súðavíku | Vestfirðir               | Súðavík (Island)                                        | 14                                                |            |
| Říjen 1995         | Lavina ve Flateyri | Vestfirðir               | Flateyri (Island)                                       | 20                                                |            |
| Listopad 1995      | Laviny v Nepálu | Himálaj                  | Gokyo (Nepál)                                           | 49                                                |            |
| Duben 1996         | Lavina ve východním Tibetu | Tibetská náhorní plošina | Východní Tibet (Čína)                                   | 56                                                |            |
| Březen 1997        | Lavina v severním Afghánistánu | Hindúkuš                 | severní Afghánistán                                     | Nejméně 100                                       |            |
| Leden 1998         | Lavina ve vesnici Kangiqsualujjuaq |                          | Kangiqsualujjuaq, Quebek, Kanada                        | 9                                                 | 25         |
| 23. ledna 1998     | Lavina v Les Orres | Alpy                     | Montblanc                                               | 11                                                |            |
| 1999               | Lavinová sezóna 1998–1999 (její součástí: Lavina v Galtür (Únor, 31 mrtvých, západní Tyrolsko), Lavina v Evolène (9. února, 12 mrtvých)                            | Alpy                     | Evolene, Galtür                                         | 60                                                |            |
| 28. března 2000    | Lavina na Kitzsteinhornu | Alpy                     | Kitzsteinhorn, Salcbursko (Rakousko)                    | 12                                                |            |
| 20. září 2002      | Lavina v soutěsce Karmadon | Kavkaz                   | Nižnyj Karmadon, Severní Osetie (Rusko)                 | Nejméně 127                                       |            |
| 25. ledna 2009     | Lavina v sedle Zigana | Pontské pohoří           | sedlo Zigana (Turecko)                                  | 11                                                |            |
| 2. května 2009     | Lavina na Schalfkogelu | Alpy                     | Schalfkogel, Ötztalské Alpy (Rakousko)                  | 6                                                 |            |
| 3. ledna 2010      | Lavina v údolí Diemtigtal | Alpy                     | Diemtigtal (Švýcarsko)                                  | 8                                                 |            |
| Duben 2010         | Lavina na Kamčatce | Východokamčatský hřbet   | Kamčatka (Rusko)                                        | 10                                                |            |
| 4. března 2012     | Laviny v Afghánistánu | Hindúkuš                 | Badachšán (Afghánistán)                                 | 201 (56 potvrzených, 145 předpokládaných mrtvých) |            |
| 12. července 2012  | Lavina na Mont Maudit | Alpy                     | Mont Maudit, Mont Blanc (Francie)                       | 9                                                 |            |
| 23. září 2012      | Laviny na Manaslu | Himálaj                  | Manaslu (Nepál)                                         | 11                                                |            |
| 18. dubna 2014     | Lavina na Mount Everestu | Himálaj                  | Mount Everest                                           | 16                                                |            |
| 14. října 2014     | Laviny pod průsmykem Thorong La | Himálaj                  | Annapurna                                               | 43                                                |            |
| 24.–28. února 2015 | Laviny v Afghánistánu | Hindúkuš                 | Pandžšír (Afghánistán)                                  | 310                                               | 129        |
| 6. února 2016      | Lavina na Geieru | Alpy                     | Geier, Tuxské Alpy (Rakousko)                           | 5                                                 | 12         |
| 18. ledna 2017     | Lavina při zemětřesení ve střední Itálii | Apeniny                  | Gran Sasso (Itálie)                                     | 29                                                | 11         |
| 3. – 5. února 2017 | Laviny v Pákistánu a Afghánistánu | Hindúkuš                 | (Pákistán, Afghánistán)                                 | 87                                                | 16         |
| 4. - 5. února 2020 | Laviny v sedle Karabet | Taurus                   | Karabet, Bahçesaray (Turecko)                           | 41                                                | 84         |